# Put It Down
«Put It Down» es el segundo episodio de la vigesimoprimera temporada de la serie de televisión animada estadounidense South Park. El episodio 279 de la serie en general, se emitió por primera vez en Comedy Central en los Estados Unidos el 20 de septiembre de 2017.
La trama del episodio se refiere a los intentos de Craig de calmar las ansiedades de Tweek sobre los problemas contemporáneos parodiados en el episodio, incluidas las relaciones entre Corea del Norte y Estados Unidos después de las pruebas nucleares norcoreanas de 2017, la conducción distraída y el impacto de Donald Trump en las redes sociales.

## Argumento
Tweek Tweak interpreta una canción cargada de emociones durante una asamblea escolar, en la que advierte frenéticamente sobre las crecientes tensiones con Corea del Norte, gritando ante la aparente indiferencia de todos. Los chicos instan a su novio, Craig Tucker, a calmar la ansiedad de Tweek, pero Tweek siente aún más pánico por los agresivos tweets del presidente Garrison a Corea del Norte. Craig sugiere enviar pastelitos a Corea del Norte para calmarlo. Mientras tanto, Eric Cartman y Heidi Turner han vuelto a salir después de que Cartman afirmara que Heidi tenía tendencias suicidas. Sin embargo, Heidi le da a Stan un mensaje de voz de Cartman diciéndole a Heidi que se suicidaría si ella no lo aceptaba de regreso. Heidi le pide a Stan que mantenga el mensaje de voz en secreto, pero él lo comparte con los chicos de todos modos, quienes se burlan de Cartman. Cartman decide crear conciencia sobre su suicidio planeado, pero el Director PC le dice que, en cambio, la escuela está creando conciencia sobre los conductores distraídos.
Tweek se calma al saber que Kim Jong-un disfrutó los pastelitos que le envió, pero su ansiedad regresa cuando Garrison incita a Corea del Norte al afirmar que Tweek probablemente defecó en la masa. Cartman interpreta una canción en la escuela para crear conciencia sobre sus planes de suicidio, pero un estudiante es atropellado por un conductor distraído por los tweets del presidente. Cartman y Heidi hacen campaña para crear conciencia sobre la conducción distraída afuera de una tienda, pero Cartman sigue diciéndoles a los transeúntes que se suicidará si no involucran a otros. Heidi se da cuenta de que a él sólo le interesa participar en esta actividad para llamar la atención.
Corea del Norte dispara un misil nuclear sobre la casa de Tweek, lo que hace que Tweek entre en pánico aún más. Craig lleva a Tweek a un parque de diversiones para calmarlo, pero Garrison tuitea su paradero, lo que provoca más muertes vehiculares y lesiones por parte de conductores distraídos por los tweets de Garrison. Cuando Craig continúa con sus esfuerzos, Tweek dice enojado que el uso constante de la lógica y los hechos geopolíticos por parte de Craig no es lo que necesita, lo que frustra a Craig.
Durante el almuerzo en la escuela, se anuncia un servicio conmemorativo para los estudiantes asesinados por conductores distraídos, pero Cartman interrumpe esto para anunciar una reunión de concientización sobre el suicidio, diciendo que podría suicidarse durante la misma. Heidi le dice a Cartman que deje de comportarse egoístamente, y cuando Cartman pregunta qué resolverá el servicio conmemorativo, Heidi dice que no pretende resolver un problema, sino que las personas que sufren a veces necesitan ayuda para ordenar sus emociones para poder expresarlas adecuadamente, en lugar de respuestas rápidas. Esto provoca una epifanía para Craig, quien corre a la casa de Tweek. En lugar de argumentar con evidencia o razonar por qué sus temores sobre Corea del Norte son infundados, simplemente expresa simpatía por Tweek, quien luego puede expresar que se siente asustado, solo e impotente. La ansiedad de Tweek disminuye y concibe una idea. En una asamblea escolar, Tweek y Craig interpretan una canción, «Put it Down», que insta a las personas a no utilizar sus dispositivos móviles si son elegidos presidente, lo que llevó al público a comprometerse a no hacerlo. Cartman interrumpe la canción y declara alegremente que no se suicidará.

## Recepción
Dan Caffrey del sitio The A.V. Club calificó al episodio un B+, destacando que «Incluso si la advertencia contra la obsesión por la noticia se desvanece en comparación con el momento más silencioso y potente del episodio entre Tweek y Craig, sigue siendo un buen consejo, pero ¿alguien en el mundo real lo hará realmente? Demonios, ¿Parker y Stone realmente lo harán? Probablemente no. Y después de un episodio más centrado, conmovedor y, sí, centrado en Trump que el descuidado estreno de la semana pasada, no estoy seguro de querer que lo hagan».
Jesse Schedeen del sitio IGN calificó al episodio un 9 de 10, y comentó que «Si bien esta nueva temporada no comenzó con el pie derecho, claramente la serie no tardó mucho en encontrar su ritmo nuevamente. “Put It Down” es un ejemplo perfecto de cómo el programa puede hacer malabarismos con el humor de actualidad sin dejar de centrarse en los ciudadanos de South Park».
Jeremy Lambert del sitio 411 Mania lo calificó con un 8,0 sobre 10 y afirmó: «Después de un debut promedio la semana pasada, “Put It Down” fue un gran paso en la dirección correcta. Es un episodio que podría generar sentimientos encontrados dependiendo de tus pensamientos sobre suicidio y prevención del suicidio, pero al final debería hacerte apreciar lo que Matt y Trey pudieron decir y hacer. Todavía no hay suficientes risas para mi gusto, pero en este nuevo universo de South Park, este fue un episodio de primer nivel».